# A/Rivista Anarchica
A/Rivista Anarchica, conosciuta anche semplicemente come A, era una rivista anarchica italiana, fondata nel 1971 come espressione dell'area dei Gruppi anarchici federati. Aveva una periodicità mensile e veniva pubblicata regolarmente dal febbraio 1971 9 volte l'anno (non usciva in gennaio, agosto e settembre).
La distribuzione del periodico A avveniva mediante la vendita in libreria, presso alcuni centri sociali o sedi anarchiche. La rivista è raccolta in un archivio online, dove sono disponibili tutti i numeri pubblicati sino ad oggi.
Il cantautore italiano Fabrizio De André era un assiduo lettore della rivista ed ha contribuito a sostenerla economicamente.

## Storia

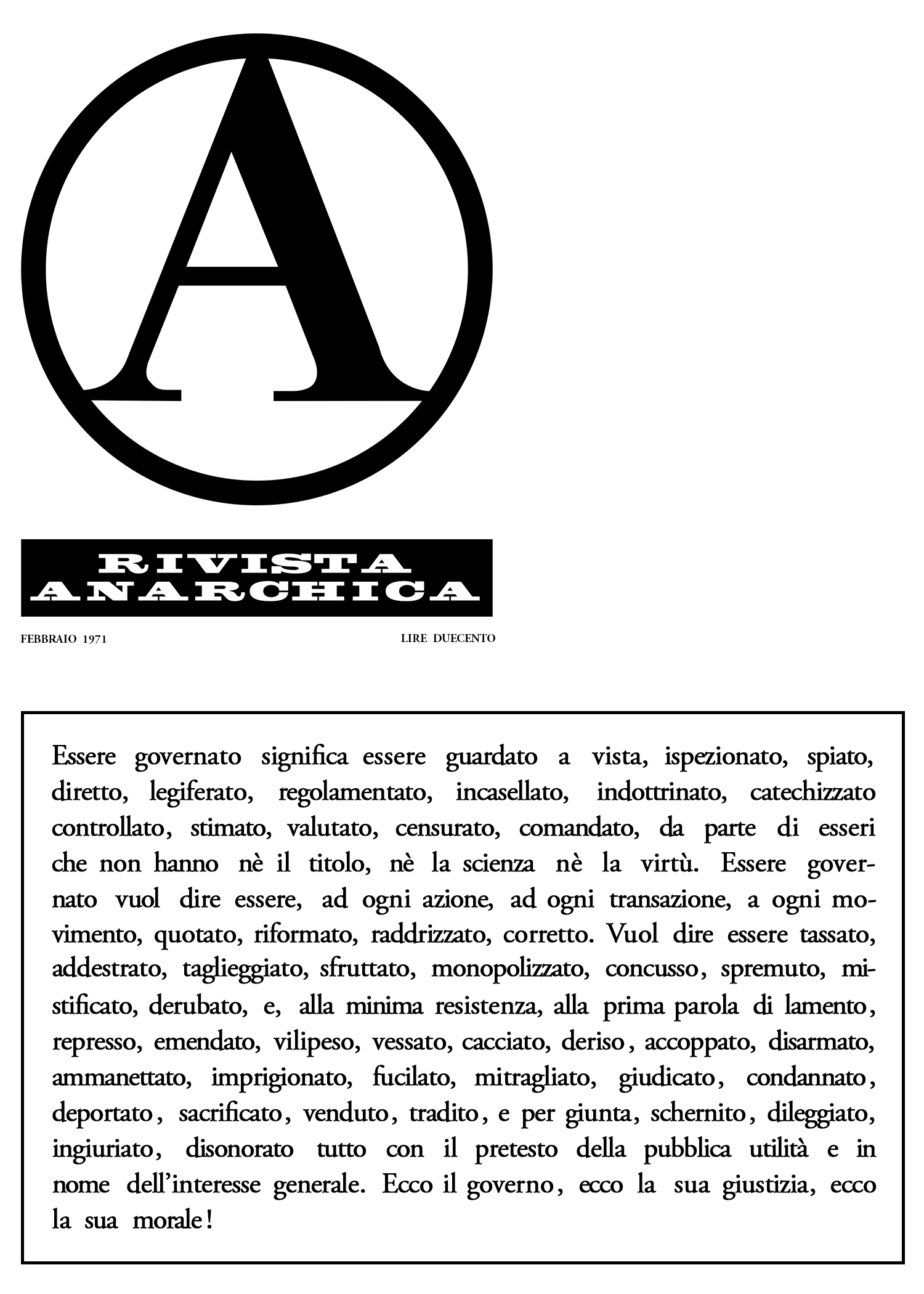
Copertina del primo numero (febbraio 1971)

La rivista vede la luce a Milano nel febbraio del 1971, ad opera di militanti  del Circolo Anarchico Ponte della Ghisolfa. Il progetto originario era la realizzazione di alcuni numeri per fornire un'interpretazione libertaria ai fatti immediatamente successivi alla strage di Piazza Fontana e alla morte di Giuseppe Pinelli, e per questo venne lanciata una raccolta fondi nel mondo anarchico milanese, che ebbe un buon successo e permise la raccolta di un milione di lire. Presto la rivista diviene espressione dei Gruppi anarchici federati, e comincia a essere diffusa anche in altre città italiane.
La cifra stilistica della neonata rivista, mantenuta in diversi decenni di attività, è sempre stata un'attenzione particolare alla storia e movimento anarchico e al contempo un'apertura verso tutti i movimenti di stampo libertario di sinistra in italia e nel mondo (marxismo libertario, ecologismo, veganismo, femminismo, transfemminismo).
Nell'ottobre 2020, dopo la morte del direttore Paolo Finzi, la rivista ha cessato le pubblicazioni.

## Discografia
- 1984 - 4 per A, A per tutti (EP, A/Rivista Anarchica)

## Logo
la rivista ha utilizzato sin dal primo numero un A cerchiata, richiamo evidente alla simbologia anarchica. Le successive modifiche estetiche, di lieve entità, hanno proseguito mantenendo tale simbolo.

1971 (n.1-8)
1972 - 1974 (n. 9-26)
1974 - 1977 (n. 27-61)
1978 - 1985 (n. 62-133)
1986 - 2020 (n. 134-445)